# Річки (Городищенське сільське поселення)
Річки (рос. Речки) — присілок в Бежецькому районі Тверської області Російської Федерації.
Населення становить 19 осіб. Входить до складу муніципального утворення Городищенське сільське поселення.

## Історія
Від 2005 року входить до складу муніципального утворення Городищенське сільське поселення.

## Населення
| 2008 | 2010 |
| ---- | ---- |
| 39   | ↘19  |